# Srpkovitá anémie
Srpkovitá chudokrevnost nebo anémie (také falciformní anémie nebo drepanocytóza) je autozomálně recesivní dědičné onemocnění, které se projevuje změnou tvaru červených krvinek z tzv. promáčknutých piškotů na protažené srpky. Tato změna tvaru je způsobená mutací genu pro hemoglobin, při níž je na 6. pozici v β-řetězci valin místo glutamové kyseliny (vzniká hemoglobin označovaný jako „HbS“). Valin je hydrofobní aminokyselina, zatímco glutamová kyselina je hydrofilní. Takto vzniklá molekula HbS vykazuje odlišné vlastnosti a ve své deoxygenované podobě (tzn. když není navázán kyslík) se molekuly hemoglobinu shlukují a deformují krvinku. To snižuje flexibilitu buňky a má za následek mnoho různých komplikací. Průměrná délka života lidí postižených touto nemocí je 42 let u mužů a 48 let u žen.
Tato nemoc se objevuje už v dětství většinou u lidí (nebo jejich potomků) z tropických a subtropických pásem – tedy z regionů, ve kterých je běžná malárie. Obyvatelé, kteří mají jeden gen ze dvou poznamenaný srpkovitou anémií, jsou totiž proti malárii imunní (heterozygotní výhoda). Rozšíření této nemoci brání zřejmě změna tvaru červených krvinek, ale byla již navržena i jiná vysvětlení.[zdroj?]

## Historie
První objev této nemoci učinil v r. 1910 James B. Herrick, který pozoroval pod mikroskopem krev svého pacienta (černošského dítěte), který trpěl anémií. Všiml si, že červené krvinky mají zvláštní tvar – byly zahnuté do srpku – odtud je odvozen název nemoci. Roku 1917 zjistil V. E. Emmel, že deformace krvinek je spojena s odkysličením, ke kterému dochází v zásobovaných tkáních. Později v r. 1949 zjistil Linus Pauling, že srpkovitá anémie se objevuje jako výsledek nenormálnosti molekuly hemoglobinu. Zjištění spojení mezi genetickou nemocí a mutací specifického proteinu bylo historickým milníkem v oboru molekulární biologie.

## Symptomy
Nejčastějším příznakem je tzv. vazo-okluzívní krize (oběhová příhoda). Ta je způsobena tvarem červených krvinek, které blokují vlásečnice, omezují průtok krve a často poškozují orgány. Častost, vážnost a doba trvání této krize se velice různí. Oběhová příhoda způsobuje mnohačetné ucpávání cév vedoucích do orgánů a může vést až k místnímu rozpadu kostí, plic a jater. Často je tato krize provázena rozpadem sleziny a končí selháváním kostní dřeně a oběhu.
Dalším příznakem může být akutní zhoršení základní anémie (to způsobuje bledost a únavu) – to je způsobeno útokem na erytropoézu (vytváření červených krvinek) a jejím zastavením na zhruba 2-3 dny, což pro zdravé lidi nemá závažné následky. Ovšem červené krvinky se zkrácenou životní délkou rychleji odumírají, a tak je pacient vystaven život ohrožující situaci.
Vzácně se také objevuje akutní, bolestivé zvětšení sleziny a náhlé snížení hladiny hemoglobinu.

## Léčba
Z počátku se používal kyanid spolu s thiokyanidem, které tlumily přetváření červených krvinek. Ovšem musely být podáván po celý život, protože tlumily přetváření v každé nově vzniklé krvince.
Při oběhových příhodách se podávají analgetika a při hospitalizaci i opiáty (nitrožilně), které jsou zároveň doplněny difenhydraminem, jenž odstraňuje svědění způsobené opiáty. Při vážném poškození oběhového systému se provádí transfúze krve a kostní dřeně. Další možností je ještě hydroxyurea, která snižuje tvorbu DNA.

## Dědičnost

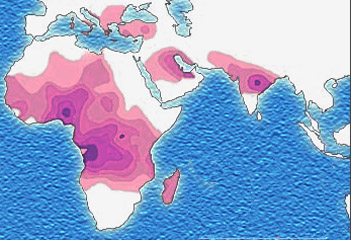
Rozšíření genu způsobujícího srpkovitou anémii

Srpkovitá anémie je stejně dědičná jako krevní skupiny, barva a typ vlasů, barva očí a podobné fyzické vlastnosti. Typ hemoglobinu, který člověk produkuje, záleží totiž na genech, které zdědí po rodičích. Tato choroba patří do skupiny autosomálně recesivně děděných nemocí.
Při přenosu dědičné informace mohou nastat tři možnosti:
1. Potomek je srpkovitou anémií nakažen (SS)
2. Potomek ji pouze přenáší (AS)
3. Potomek srpkovitou anémií nakažen není (AA)

Pokud tedy například je jeden z rodičů nakažen a druhý ji pouze přenáší, je zde 50% pravděpodobnost, že jejich potomek bude nakažen, a 50% pravděpodobnost, že bude pouze přenašečem. Pokud jsou ovšem oba rodiče pouze přenašeči, existuje 25% šance, že potomek bude nakažen, 50% šance, že ji bude přenášet, a 25% šance, že ji v genech mít nebude.